# Josef König (Philosoph)
Josef König (* 24. Februar 1893 in Kaiserslautern; † 17. März 1974 in Göttingen) war ein deutscher Philosoph.

## Leben

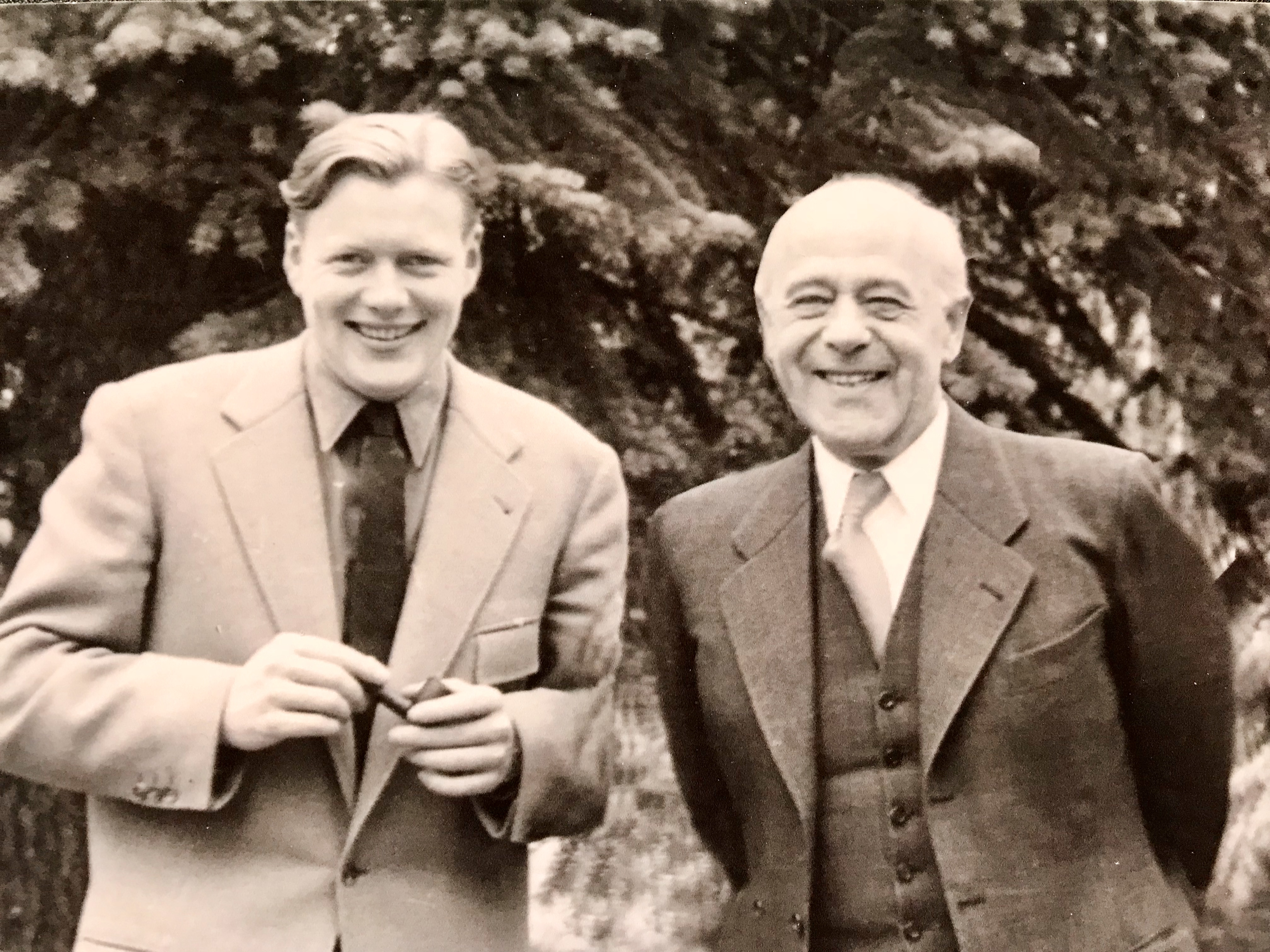
G. Patzig (l.) und J. König (r.) 1956

Josef König studierte von 1912 bis 1914 Philosophie, Klassische Philologie und Experimentelle Psychologie in Heidelberg, Marburg, Zürich und München. Von 1914 bis 1918 war er Soldat im Ersten Weltkrieg. Ab 1919 studierte er Philosophie in Göttingen. Sein Studium musste er mehrmals wegen der Führung des elterlichen Geschäftes unterbrechen. 1924 promovierte er in Philosophie mit der Dissertation Der Begriff der Intuition bei Georg Misch in Göttingen. 1924 bis 1928 absolvierte er Studien in Rom, Athen und Tübingen. Im Wintersemester 1925/1926 hörte er in Marburg Heideggers Vorlesung und nahm an seinem Seminar teil.
Ab 1928 war er wieder in Göttingen. Er stand im persönlichen Kontakt mit Hans Lipps und Helmuth Plessner (Briefwechsel 1923–1933) und gehörte als Schüler von Misch zur Göttinger Dilthey-Schule, ohne sich deren logisch-hermeneutischem Programm zu verschreiben. Obwohl dort seine Habilitationsschrift Sein und Denken Ende 1933 vorlag, konnte erst 1935 die Habilitation für das Fach Philosophie durchgesetzt werden, nachdem König am 1. Juli 1934 dem NSLB beigetreten und im August 1934 förderndes Mitglied des NS-Fliegerkorps geworden war. Gegen eine Berufung Königs nach Hamburg als Nachfolger von Ernst Cassirer erfolgte aus politischen Gründen ministerieller Einspruch. Im Sommersemester 1936 hatte er eine Lehrstuhlvertretung für Misch und ab Oktober 1937 einen Lehrauftrag für Logik und Sprachphilosophie. Im Zweiten Weltkrieg war er von 1938 bis 1943 wiederum Soldat und als Artillerieoffizier eingesetzt. Am 21. August 1941 wurde er zum außerplanmäßigen Professor ernannt und zum 31. Dezember 1943 uk-gestellt.
Nach Kriegsende wiederholte die Hamburger Fakultät ihren Ruf auf den unbesetzt gebliebenen Lehrstuhl. König folgte dem Ruf und war dort von 1946 bis 1953 Ordinarius für Philosophie. Von 1953 bis zu seiner Emeritierung 1961 hatte er als Nachfolger von Nicolai Hartmann den Göttinger Lehrstuhl inne, den nach ihm sein Schüler Günther Patzig übernahm. 1955 wurde König Mitglied der Akademie der Wissenschaften zu Göttingen. Er starb am 17. März 1974 in Göttingen.

## Werk
Josef Königs Ansprüche an die Darstellung eines Gedankenganges und an eine vollständige Klarheit in der Analyse waren so hoch, dass er sich in seinen Veröffentlichungen weitgehend auf akademische Verpflichtungen (Dissertation, Habilitation, Festschriftbeiträge) beschränkte. Er wirkte vor allem durch seine Vorlesungen und Seminare, „in denen er seine Argumentation in immer neuen Ansätzen, wiederholten Verfeinerungen, mit ständiger kritischer Reflexion auf bisher erreichte Positionen, dem Ziel schrittweise annäherte, offenbar mehr an einer umfassenden Klarlegung der Schwierigkeiten der Probleme als an einer Lösung der Leitfragen interessiert“. (Günther Patzig)
Das Denken bzw. das geistige Erfassen ist König so „rätselhaft“, „weil das geistig Erfaßte, im Unterschied zu einem körperlich Erfaßten, nur in dem Erfassen, nur durch es hindurch ist, was es ist.“ Die Philosophie bildet den Sachverhalt ab; ihr Rätsel ist, „daß der Ausdruck des Gedankens selber und unmittelbar wieder ein sachliches Problem in Sicht bringt.“ (Der Begriff der Intuition)
Für Otto Friedrich Bollnow ist Josef König „wohl der bedeutendste der freilich seltenen Misch-Schüler. ... Bei einem so eigenständigen und eigenwilligen Denker ist es schwer, geistige Abhängigkeiten im Einzelnen nachzuzeichnen, doch weist schon der Untertitel seines Buchs [Sein und Denken] 'Studien auf dem Grenzgebiet von Logik, Ontologie und Sprachphilosophie' deutlich in die von Misch bezeichnete Richtung einer Tieferlegung der logischen Fundamente durch die aufmerksame Analyse der sprachlichen Formen, in denen sich uns die Welt erschließt.“ Dabei trifft König eine systematische Unterscheidung von determinierenden und modifizierenden Prädikaten.
Ralf Dahrendorf widmete seinem Lehrer Josef König seine viel diskutierte Schrift Homo sociologicus, der klassische Philologe Bruno Snell sein Werk Aufbau der Sprache.
Um die Rezeption seines Werkes bemühen sich u. a. Almut Mutzenbecher und Günter Dahms, Mathias Gutmann, Guy van Kerckhoven, Friedrich Kümmel, Hans-Ulrich Lessing, Günther Patzig, Frithjof Rodi, Volker Schürmann und Michael Weingarten. Der Nachlass befindet sich in der Handschriftenabteilung der Staats- und Universitätsbibliothek Göttingen.

## Veröffentlichungen
- Veröffentlichungen zu Lebzeiten

- Der Begriff der Intuition. Niemeyer, Halle 1926.
- Sein und Denken. Studien im Grenzgebiet von Logik, Ontologie und Sprachphilosophie. Niemeyer, Halle 1937 (2. Aufl. Tüb. 1969).
- Georg Misch als Philosoph. In: Nachrichten der Akademie der Wissenschaften in Göttingen, philologisch-historische Klasse. Nr. 7, Göttingen 1967.
- Vorträge und Aufsätze. Hrsg. von Günther Patzig, Alber, Freiburg / München 1978, ISBN 3-495-47397-1. Darin enthalten: „Das spezifische Können der Philosophie als εὖ λέγειν“ (1937), „Das System von Leibniz“ (1946), „Über einen neuen ontologischen Beweis des Satzes von der Notwendigkeit alles Geschehens“ (1948), „Bemerkungen über den Begriff der Ursache“ (1949), „Die Natur der ästhetischen Wirkung“ (1957), „Einige Bemerkungen über den formalen Charakter des Unterschieds von Ding und Eigenschaft“ (1967).

- Postume Editionen

- Günter Dahms (Hrsg.): Kleine Schriften. Alber, Freiburg / München 1994, ISBN 3-495-47787-X. Darin enthalten: „Zur gegenwärtigen Lage der Philosophie“ (Vortrag 1934), „Bemerkungen zur Metapher“ (Seminarbeitrag, um 1937), „Verantwortung in der Wissenschaft“ (Studium generale Vortrag 1952), „Probleme des Begriffs der Entwicklung“ (Vortrag 1958).
- Hans-Ulrich Lessing, Almut Mutzenbecher (Hrsg.): Josef König, Helmuth Plessner: Briefwechsel 1923–1933. Mit einem Briefessay von Josef König über Helmuth Plessners „Die Einheit der Sinne“. Vorwort v. Frithjof Rodi. Alber, Freiburg / München 1994, ISBN 3-495-47778-0.
- Friedrich Kümmel (Hrsg.): Der logische Unterschied theoretischer und praktischer Sätze und seine philosophische Bedeutung. Alber, Freiburg / München 1994, ISBN 3-495-47786-1.
- Nicolas Braun (Hrsg.): Einführung in das Studium des Aristoteles (Rhetorik-Kolleg SS 1944). Mit einem Vorwort von Günther Patzig. Alber, Freiburg / München 2002, ISBN 3-495-48059-5.
- Günter Dahms (Hrsg.): Probleme der Erkenntnistheorie. Göttinger Colleg im WS 1958/9. Norderstedt 2004, ISBN 3-8334-1768-4.
- Guy van Kerckhoven, Hans-Ulrich Lessing (Hrsg.): Die offene Unbestimmtheit des Heideggerschen Existenzbegriffs. (1935). In: Frithjof Rodi (Hrsg.): Dilthey-Jahrbuch für Philosophie und Geschichte der Geisteswissenschaften. Band 7: 1990-1991. Vandenhoeck & Ruprecht, Göttingen 1991, S. 279–288.

Manuskripte aus dem Nachlass von Josef König
- Josef König: Der Spiegel: Das Spiegeln als Spiegelndes (10. September 1936) (301)
- Josef König: Notizen bei der Redaktion der Habilitationsschrift (15. September 1936) (315)
- Josef König: Der Spiegel: Das Spiegelnde als solches (319)
- Josef König: on dynamei – Spiegel (329)

unautorisiert erschienen in: S. Blasche, M. Gutmann, M. Weingarten (Hrsg.): Repræsentatio Mundi. Bilder als Ausdruck und Aufschluss menschlicher Weltverhältnisse. Historisch-systematische Perspektiven; transcript Verlag